# Chi c'è... c'è
Chi c'è... c'è è stato un programma televisivo italiano in onda su Rete 4 per quattro edizioni dal 1996, condotto da Silvana Giacobini.

## Il programma
Ciascuna puntata del varietà durava un'ora. Il programma trattava della realtà dello spettacolo e della moda al femminile. Il debutto avviene domenica 15 settembre del 1996 alle 12:30 su Rete 4 fino alle 14:00. A partire dalla puntata numero cinque, viene spostato al sabato dalle ore 17:00 fino alle 18:00, in quanto la fascia oraria domenicale viene occupata dal programma Chi mi ha visto?, condotto da Emanuela Folliero. Il rotocalco segue diversi orari di programmazione nelle diverse stagioni e viene spostato al sabato: nel 1996 dalle 16:00 alle 17:00, così come nel 1997 (poi spostato dalle 14:00 alle 15:00) e nel 1998 dalle 15:30 alle 16:30, dal settembre dalle 16:00 alle 17:00 e nei mesi successivi dalle 15:30 alle 16:30/17:00, così come nei primi mesi del 1999. Successivamente, dal settembre del 1999 la programmazione avviene dalle 16:30 alle 17:30.
A curare una rubrica nella prima edizione era Giorgio Medail con la sua Rosa news. Tra gli altri inviati, tra il 1996 e il 1997 vi era Samantha De Grenet che teneva la rubrica intitolata Beauty-Case, dedicata al mondo della bellezza e successivamente anche Beppe Convertini. Dal settembre 1997 al giugno successivo anche il giornalista Massimo Righini è inviato e autore del programma. Alla trasmissione ha collaborato Fabrizio Corona attraverso diverse interviste. Tra il 1996 e il 1997, ha partecipato anche Flaminia Momigliano che curava la rubrica L'i king, dedicata alla tecnica del divino dell'Oriente. 
Per quanto riguarda gli autori del programma, figurava Gigi Reggi per la regia di Gianriccardo Pera. I testi erano affidati a Adriano Bonfanti, mentre la produttrice era Anela De Feudis. Altri autori sono Massimo Righini e Filippo Cipriano, quest'ultimo debuttante in tale ruolo in Mediaset. 
Il rotocalco prevedeva anche la presenza di alcuni ospiti in studio.
Della trasmissione ne vengono realizzate quattro edizioni, da cui è stata tratta anche una versione estiva denominata Chi c'è... c'è al sole, andata in onda durante l'estate del 1997 dalle 14:00 alle 15:00 sempre come conduttrice la Giacobini. Invece, nei mesi estivi del 1998 viene mandato in onda dalle 18:00. A questa edizione, tra gli autori, vi è Massimo Righini.

## Accoglienza
In un articolo scritto da Alessandra Comazzi de La Stampa, il programma veniva presentato così: "in un simpatico gemellaggio tra la carta stampata e la televisione, è nato "Chi c'è... c'è", programma tutto dedicato a fatti, avvenimenti, pettegolezzi della settimana".
Per la puntata del 22 settembre 1996, la redazione del rotocalco aveva registrato un filmato all'interno di una clinica nella città di Milano, che però non fu trasmesso a causa di un veto, ma fu comunque utilizzato per il promo della trasmissione e mandato in onda la settimana successiva.